# 梶本雄介
梶本 雄介（かじもと ゆうすけ、1969年12月17日 - ）は株式会社アルファポリスの代表取締役社長。

## 経歴
東京都多摩市出身、都立国立高校卒。東京大学工学部を経て、1993年株式会社博報堂入社、国内外のイベント事業に携わる。2000年株式会社アルファポリスを設立、代表取締役社長に就任。
創業後、インターネットの人気作を出版することを軸に、しばらくは編集、営業、プログラムを含むサイト制作など自ら全てこなす一人出版社として活動。。
2003年市川拓司のデビュー作「Separation」が日本テレビ系列で「14ヶ月」の題名でTVドラマ化。以降、「THE QUIZ」椙本孝思、「レイン」吉野匠、「虹色ほたる」川口雅幸、「ゲート 自衛隊 彼の地にて、斯く戦えり」柳内たくみ、など小説のヒット作、メディア化作を輩出し、業容を拡大。
2012年「第7回ニッポン新事業創出大賞」アントレプレナー部門にて最優秀賞を受賞。2014年東証マザーズに上場。さらに漫画事業にも力を入れ、電子書籍などの領域により会社を成長。